# Kiliyá
Kiliyá (en ucraniano: Кілія) es una ciudad ucraniana perteneciente al óblast de Odesa. Situado en el suroeste del país, es parte del raión de Izmaíl y del municipio (hromada) de homónimo.

## Toponimia
Kiliyá se conoce en otros idiomas como Kiliyá (en ruso: Килия) o Chilia Noua (en rumano: Chilia Nouă). 

## Geografía
Kiliyá está situado en el delta del Danubio, en el brazo de Chilia, en la región histórica de Budyak en Besarabia. La ciudad está ubicada a 97 km al este de Galați y 161 km al suroeste de Odesa. 

## Historia
Un pueblo en el lado rumano del río Danubio llamado Vieja Kiliyá (en ucraniano: Cтapa Кілія; en rumano: Chilia Veche) fue fundado por bizantinos como Kellía (en griego: κελλία, lit. 'graneros'). El nombre registrado por primera vez en 1241, en las obras del cronista persa Rashid-al-Din Hamadani. Por lo tanto, a veces se hace referencia a Kiliyá como Nueva Kiliyá. 
En el lugar que ahora es Kiliyá, la República de Génova estableció una gran colonia, conocida como Licostomo y encabezada por un cónsul (representante de la República en la región). De aquella época sólo quedaron los fosos defensivos de una fortaleza genovesa. Antes de 1368, los genoveses cedieron Kiliyá a favor de los voivodas de Moldavia. La construcción más antigua en Kiliyá es la semi-subterránea iglesia de San Nicolás, que podría datar del año 1485, pero una vieja inscripción en la iglesia menciona que la iglesia fue fundada el 10 de mayo de 1647.
Kiliyá fue fundada por Esteban III de Moldavia para contrarrestar el Imperio otomano, que había ocupado Kiliyá Vieja. Por entonces era un puerto importante de Moldavia. Pero este sitio fue al final conquistado por los otomanos en 1484, que lo mantuvieron hasta 1790, cuando fue tomada por el ejército ruso bajo el comando del general Iván Gudóvich durante la guerra ruso-turca (1787-1792). The Times de Londres informó que "35.000 de los habitantes estuvieron involucrados en una masacre general", un incidente que "se había celebrado en prosa y poesía". La ciudad fue devuelta a los otomanos en 1792, pero los rusos la recuperaron en 1806 y se la otorgaron oficialmente en 1812.
Luego de ser bombardeada por los navíos anglo-franceses en julio de 1854 durante la guerra de Crimea, esta ciudad fue entregada a Rumania, según el tratado de París de 1856. En 1878, Kiliyá fue transferida al Imperio ruso junto con el Budyak como parte del congreso de Berlín. 
Entre 1918 y 1940, Kiliyá era parte del reino de Rumania,.
Tras la firma del pacto de Ribbentrop-Mólotov, Kiliyá fue entregada a la Unión Soviética .
Durante la Segunda Guerra Mundial, Kiliyá fue ocupada por tropas rumanas y alemanas entre 1941 y 1944. En este tiempo, Kiliyá fue el centro del condado de Kiliyá.
Tras la guerra, Kiliyá fue entregada a la RSS de Ucrania. Bajo el régimen soviético, Kiliyá se industrializó, se convirtió en un puerto importante y su población inicialmente muy diversa se homogeneizó: solo los rusos (en parte, lipovanos), los ucranianos y unos pocos hablantes de rumano permanecieron contados como moldavos.
Hasta el 18 de julio de 2020, Kiliyá fue el centro administrativo de raión de Kiliyá. El raión se abolió en julio de 2020 como parte de la reforma administrativa de Ucrania, que redujo el número de raiones del óblast de Odesa a siete, el área de raión de Kiliyá se fusionó con raión de Izmaíl.
Desde la construcción del canal de Bistre en 2005 (9 km), la ruta entre el Mar Negro y Kiliyá es significativamente más corta que antes. Durante la invasión rusa de Ucrania, el país profundizó el canal de Bistre de 3,9 m a 6,5 m para permitir la navegación de barcos más grandes.

## Demografía
La evolución de la población de Kiliyá entre 1897 y 2022 fue la siguiente:
| 11 618                                                        | 20 304 | 24 276 | 25 055 | 25 754 | 22 594 | 21 805 | 22 594 | 20 606 | 19 897 | 18 745 |
| (Fuente: Cities & Towns of Ukraine y UKRAINE: Größere Städte) |        |        |        |        |        |        |        |        |        |        |

Según el censo de 2001, el 48,6% de la población son ucranianos, el 35,4% son rusos y el resto de minorías son principalmente rumanos (9,8%), búlgaros de Besarabia (3,45%) y gagaúzos (0,72%). En cuanto al idioma, la lengua materna de la mayoría de los habitantes, el 55,5%, es el ruso; del 39,56%, el ucraniano; del 2,93%, el rumano; 1,17%, el búlgaro.

## Economía
Kiliyá es el centro de cultivo de arroz más grande de Ucrania. Los campos de arroz se extendían por muchos kilómetros a lo largo del Danubio. Esto ha llevado a un aumento en el nivel de las aguas subterráneas y la salinización del suelo. 
La planta de energía solar más grande de Ucrania se encuentra en Kiliyá, con una capacidad máxima de 54,8 MW.

## Infraestructura

### Arquitectura, monumentos y lugares de interés
En Kiliyá se encuentra la iglesia de San Nicolás, construida en el siglo XVII, la iglesia de la Intercesión de la Madre de Dios (siglo XIX), y la iglesia de los Viejos Creyentes de Kiliyá del siglo XX.

### Transporte
La distancia a Odesa pasa por la carretera H33 y T-1610. La carretera T-1607 a Izmaíl pasa por Kiliyá.

## Personas ilustres
- Vadim Pristaiko (1970): diplomático ucraniano, miembro del gabinete presidencial de Volodímir Zelenski.

## Galería

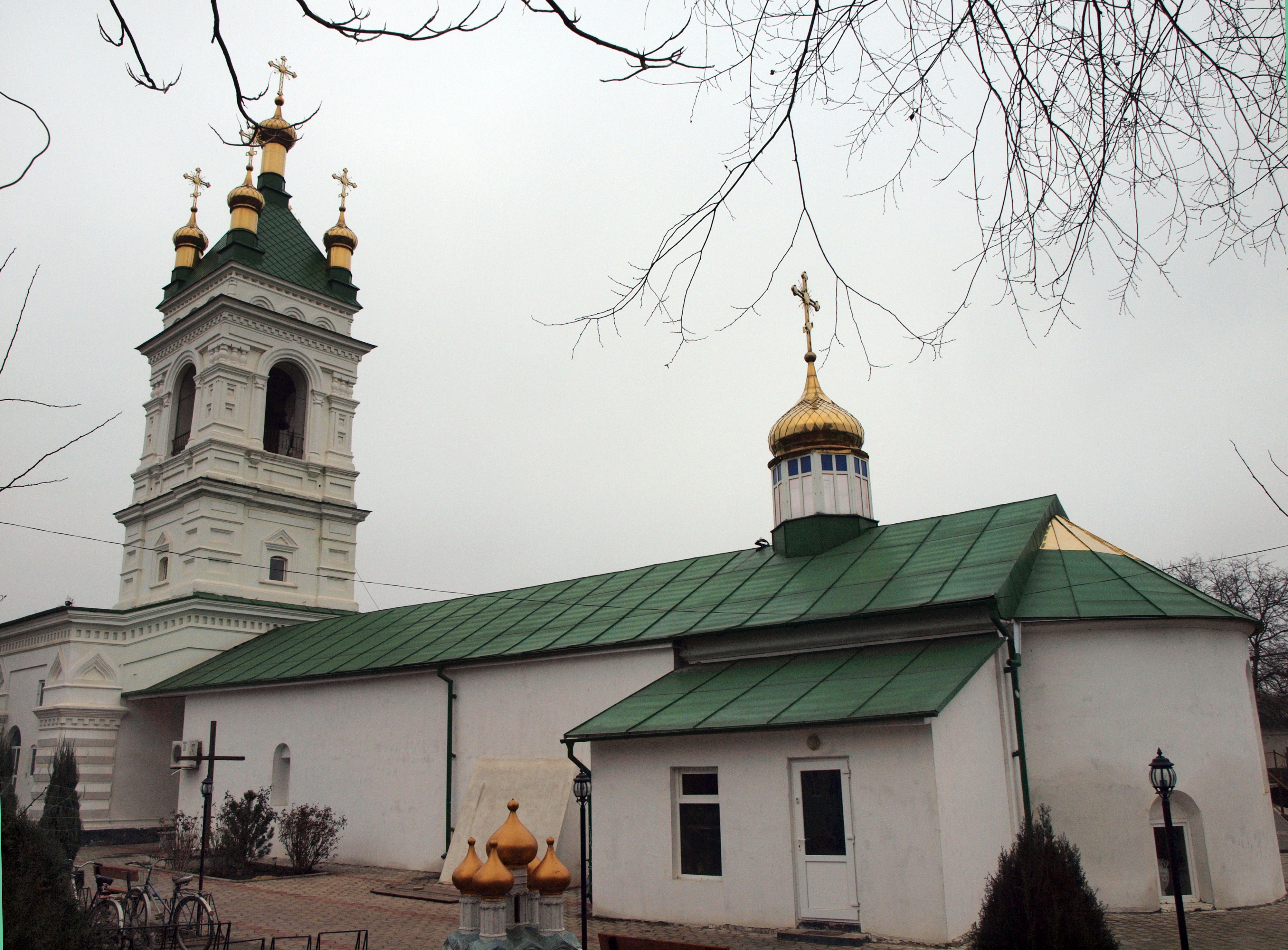
Iglesia de San Nicolás
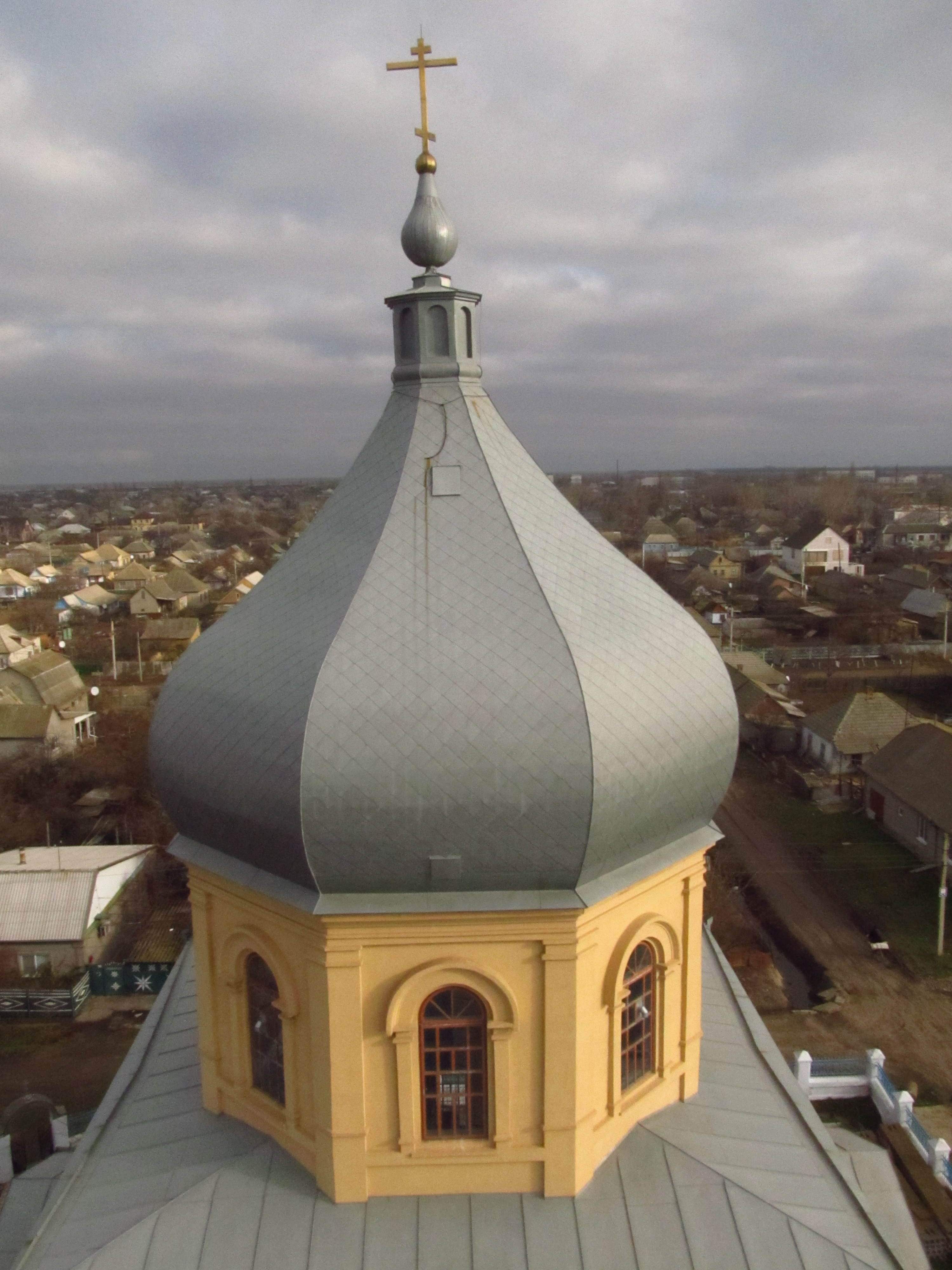
Kiliyá desde lo alto de una de sus iglesias